# Trichomma fulvidens
Trichomma fulvidens là một loài tò vò trong họ Ichneumonidae.